# Skala Forresta

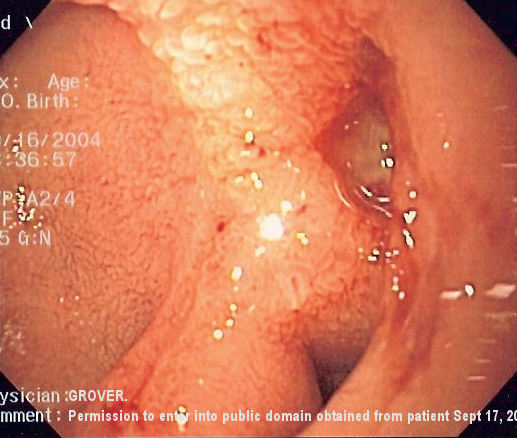
Obraz endoskopowy wrzodu dwunastnicy, znajdującego się w tylnej części opuszki dwunastnicy, bez oznak aktywnego krwawienia. Nasilenie krwawienia: Forrest IIIa/IIIb

Skala Forresta – klasyfikacja krwawienia z górnego odcinka przewodu pokarmowego używana do celów porównawczych i przy kwalifikowaniu pacjentów do leczenia endoskopowego.
| Nasilenie krwawienia           | Typ | Kryteria                                                                                            |
| ------------------------------ | --- | --------------------------------------------------------------------------------------------------- |
| Krwawienie aktywne             | Ia  | tryskająca krew                                                                                     |
| Krwawienie aktywne             | Ib  | sączenie krwią                                                                                      |
| Znamiona niedawnego krwawienia | IIa | widoczne naczynie niekrwawiące                                                                      |
| Znamiona niedawnego krwawienia | IIb | w dnie niszy wrzodowej widoczny skrzep, którego nie można spłukać silnym strumieniem wody           |
| Znamiona niedawnego krwawienia | IIc | w dnie owrzodzenia stwierdza się hematynę                                                           |
| Nie ma krwawienia              | III | stwierdza się potencjalną przyczynę krwawienia bez cech czynnego ani niedawno przebytego krwawienia |

Skalę opracowali John A.H. Forrest i współpracownicy w 1974 roku. Skala Forresta jest ważnym narzędziem do klasyfikowania pacjentów z krwawieniem z górnego odcinka przewodu pokarmowego pod względem ryzyka zgonu. Jest również stosowana do przewidywania ryzyka powtórnego krwawienia, a także do oceny sposobów interwencji endoskopowej. Kryteria te są niezbędne do prawidłowego planowania leczenia endoskopowego i chirurgicznego krwawienia z wrzodów żołądka.